# Cord Corporation
Die Cord Corporation war in den 1920er und 1930er Jahren eine der größten US-amerikanischen Holdinggesellschaften und vorwiegend im Transportwesen und verwandten Wirtschaftszweigen tätig.

## Geschichte

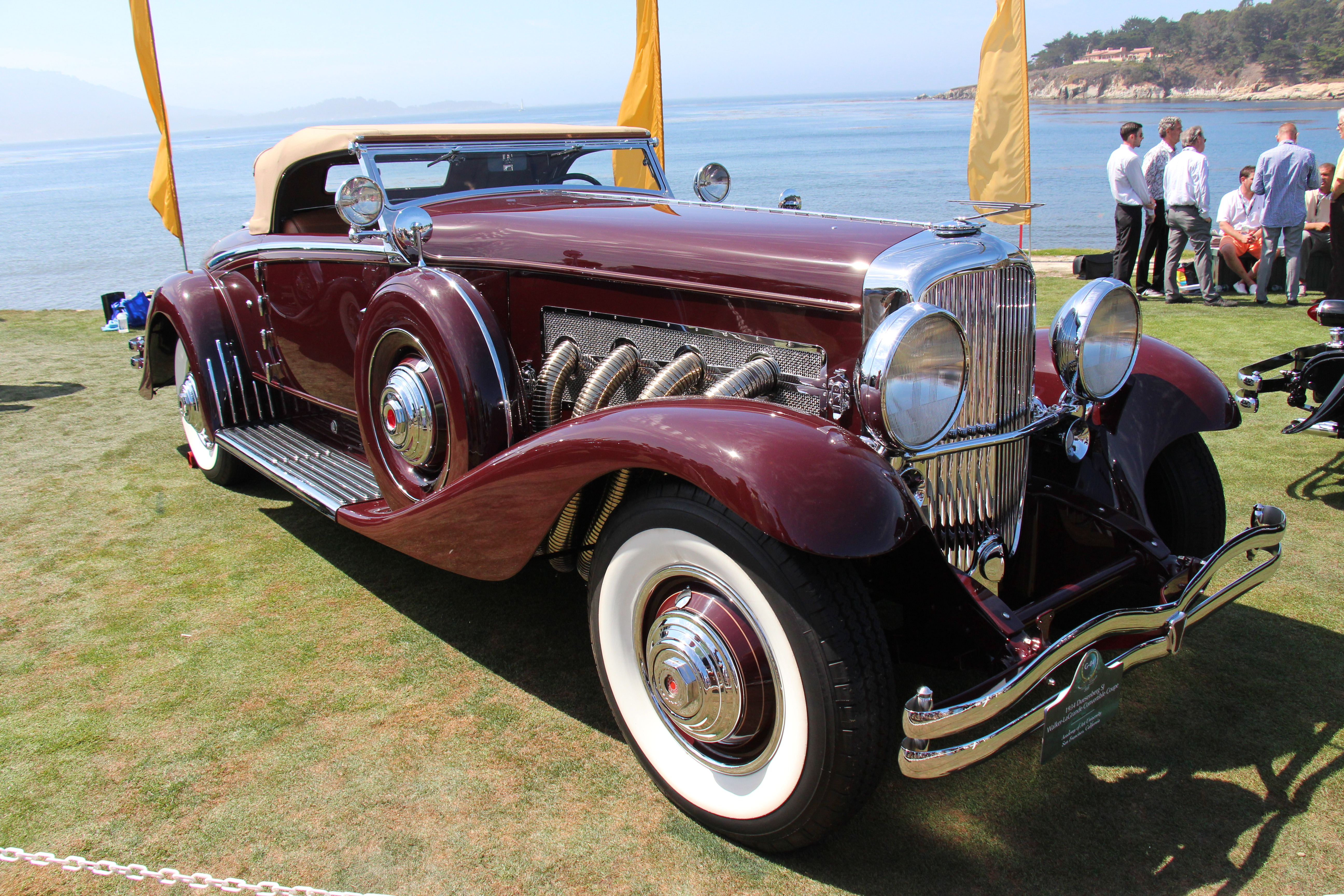
Duesenberg SJ Convertible Coupe mit LaGrande-Karosserie (1934).

Errett Lobban Cord gründete die Gesellschaft 1929, um seine Auburn Automobile Company in Auburn (Indiana) und Duesenberg Motors Company in Indianapolis (Indiana) zusammenzuführen. Beide hatte er übernommen und saniert. 
Cord kaufte in der Folge Unternehmen aus verschiedenen Branchen und gliederte sie in seine Corporation ein. Zu den rund 150 Unternehmen gehörten unter anderem:
- Auburn Automobile Company mit den Marken Auburn und Cord
- Duesenberg, Inc. mit der Karossier-Marke LaGrande[1]
- Lexington Motor Company, Connersville (Indiana), stillgelegt am 23. Mai 1927
- McFarlan Motor Car Company, Connersville (Indiana), Marke McFarlan (1910–1928). Erworben 1928, von Cord als Karossier genutzt.
- Limousine Body Company, Lieferant von Werkskarosserien für Auburn
- Central Manufacturing Company, Connersville IN, ein weiterer Lieferant von Werkskarosserien für Auburn und von Sonderaufbauten für Duesenberg, gekauft 1929
- A.H. Walker Company in Indianapolis, Sonderkarosserien für Auburn, Cord und Duesenberg
- Union City Body Company in Union City, (Indiana), im Werk der ehemaligen Zimmerman Manufacturing Company, die 1915 von Auburn übernommen worden war, mit  Werkskarosserien für Auburn und Fremdmarken
- Lycoming Manufacturing Company, Motorenbauer;[1] Lieferant für Auburn, Cord, Duesenberg und etliche Fremdmarken sowie Flugmotoren
- Ansted Engineering Company in Connersville (Indiana), Motorenbauer
- Columbia Axle Company, Herstellerin der Hinterachsen mit zweistufigem Differential für Auburn
- L.G.S. Devices Corporation[1]
- Stinson Aircraft Company, Flugzeugbauer[1]
- Checker Motors Corporation, Taxi-Hersteller. Der frühere Besitzer Morris Markin kaufte die Firma 1936 zurück
- Parmalee Transportation Company (Eigentümer der Yellow Cab Company), Taxi-Hersteller[1]
- Century Airlines,[1] eine der Vorläuferinnen der American Airlines

Im Wissen, auf Dauer mit den großen Automobilherstellern General Motors, Ford und Chrysler nicht mithalten zu können, setzte er auf Diversifizierung und bei den Automobilen auf Unterschiede zur Konkurrenz. So bot Auburn ein hervorragendes Preis-Leistungs-Verhältnis in der oberen Mittelklasse und im unteren Luxusbereich und eine extravagante Formgebung, Cord war die innovative Marke und dominierte mit Technik und später auch mit Styling ihr Marktsegment und Duesenberg war das Prestigeprojekt des Konzerns mit dem Anspruch, das beste Auto der Welt anzubieten.
Die Wirtschaftskrise machte dem Konzern mit Verzögerung zu schaffen. Dabei hatte vor allem Auburn Probleme, obwohl das Unternehmen noch 1931 mit rund 28.000 verkauften Autos das beste Jahr der Firmengeschichte hatte.
Die Marke Cord wurde 1932 vorübergehend eingestellt, dafür gab es einen Auburn V12. 1934 wurde L. B. Manning Geschäftsführer der Cord Corporation. Die Automarke Cord wurde 1935 wiederbelebt. Auburn führte einen Kompressor-Achtzylinder anstelle des V12 ein und brachte wieder eine billigere Modellreihe.
1936 zog sich E. L. Cord ganz aus dem Geschäft zurück. 1937 verkaufte er seine Anteile an Emanuel & Co., Schroder, Rockefeller & Co. und eine Gruppe von Geschäftsleuten um Manning. 1937 wurde die Einstellung aller Auto-Aktivitäten angekündigt und 1938 kaufte die Dallas Winslow, Inc. das verbliebene Inventar von Auburn auf; die Felz Motor Company übernahm das von Duesenberg.